# Загальні вибори в Мозамбіку 2019
Загальні вибори відбулися в Мозамбіку 15 жовтня 2019 року.

## Виборча система
Президент Мозамбіку обирається за двома турами. 250 членів Асамблеї Республіки обираються пропорційним представництвом в одинадцяти багатомандатних округах, заснованих на провінціях країни та на основі першого прийому від двох одномандатних округів, що представляють громадян Мозамбіка в Африці та Європі. Місця у багатомандатних округах розподіляються за методом д'Ондта, виборчий поріг становить 5%.

## Кандидати
16 січня 2019 року основна опозиційна партія РЕНАМО провела конгрес, на якому Оссуфо Момаде був обраний новим лідером партії та кандидатом у президенти. Момаде був тимчасовим президентом партії після смерті Афонсу Длакама в травні 2018 року і вважався "об'єднуючим лідером", який міг би наблизити політичний та військовий сектор RENAMO.
Правляча партія ФРЕЛІМО провела з'їзд 6 травня, на якому підтвердили своє рішення підтримати переобрання президента Філіпе Н'юсі на другий і остаточний термін.
9 травня після триденного конгресу Демократичний рух Мозамбіку підтвердив, що його кандидатом у президенти буде Давіз Сіманго, мер Бейра з 2003 року. На двох попередніх загальних виборах Сіманго був кандидатом у президенти.
31 липня Конституційна рада затвердила чотирьох кандидатів; Нюссі, Момаде, Сіманго та Маріо Альбіно. Двох кандидатів було дискваліфіковано; Гелдер Мендоса та Алісу Мабота. Мабота була б першою жінкою, яка балотувалася в президенти, але не змогла зібрати достатню кількість підписів.

## Попередні результати

### Президентські вибори
| Кандидат                                                                      | Кандидат                     | Партія                       | Голосів    | %     |
| ----------------------------------------------------------------------------- | ---------------------------- | ---------------------------- | ---------- | ----- |
|                                                                               | Філіпе Н'юсі                 | ФРЕЛІМО                      | 3,334,571  | 74.62 |
|                                                                               | Оссуфо Момаде                | РЕНАМО                       | 904,382    | 20.24 |
|                                                                               | Давіз Сіманго                | MDM                          | 200,377    | 4.48  |
|                                                                               | Маріо Альбіно                | AMUSI                        | 29,302     | 0.66  |
| Недійсні/Пусті бланки                                                         | Недійсні/Пусті бланки        | Недійсні/Пусті бланки        | 296,852    | –     |
| Разом                                                                         | Разом                        | Разом                        | 4,765,484  | 100   |
| Зареєстровані виборці / явка                                                  | Зареєстровані виборці / явка | Зареєстровані виборці / явка | 13,153,088 |       |
| Джерело: STAE [Архівовано 18 жовтня 2019 у Wayback Machine.] (67.02% counted) |                              |                              |            |       |

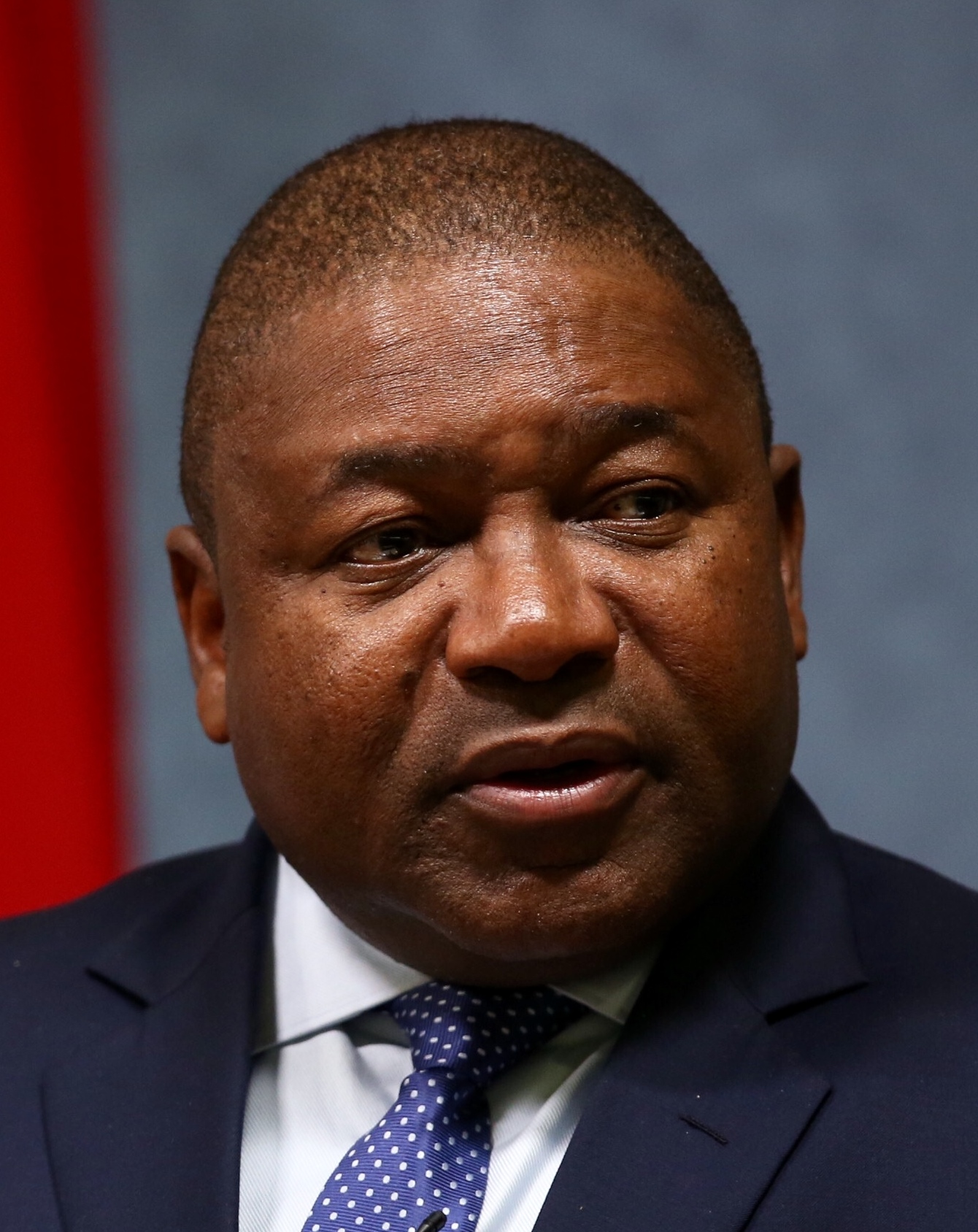
Філіпе Н'юсі
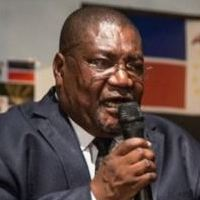
Оссуфо Момаде
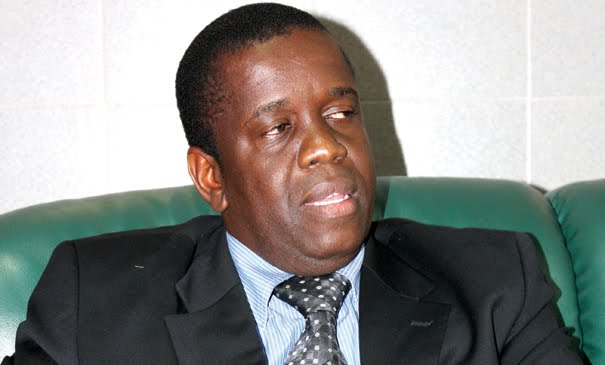
Давіз Сіманго
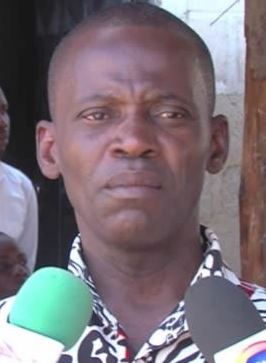
Маріо Альбіно

### Вибори до Ассамблеї

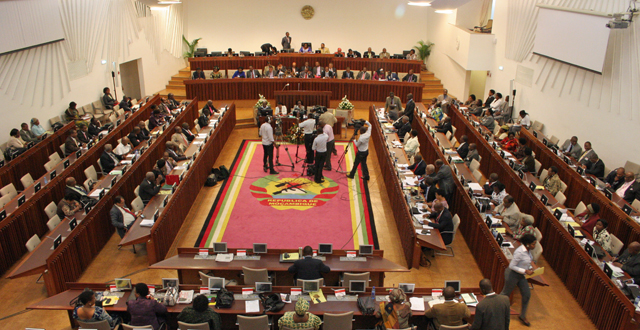
Ассамблея республіки (2015)

| Партія                                               | Партія                                                | Голосів    | %     | Місць | +/– |
| ---------------------------------------------------- | ----------------------------------------------------- | ---------- | ----- | ----- | --- |
|                                                      | ФРЕЛІМО                                               | 2,612,365  | 76.25 |       |     |
|                                                      | РЕНАМО                                                | 581,029    | 16.96 |       |     |
|                                                      | MDM                                                   | 162,834    | 4.75  |       |     |
|                                                      | Нова демократія                                       | 16,848     | 0.49  |       |     |
|                                                      | Партія дій Об'єднаного руху за інтегральний порятунок | 8,263      | 0.24  |       |     |
|                                                      | Об'єднавча партія примирення                          | 6,534      | 0.19  |       |     |
|                                                      | Єдність для змін                                      | 4,008      | 0.12  |       |     |
|                                                      | Оптимістичні люди за розвиток Мозамбіку               | 3,901      | 0.11  |       |     |
|                                                      | Патріотичний рух за демократію                        | 2,879      | 0.08  |       |     |
|                                                      | Національна партія примирення                         | 2,842      | 0.08  |       |     |
|                                                      | Зелена партія Мозамбіку                               | 2,523      | 0.07  |       |     |
|                                                      | Робітнича партія                                      | 2,252      | 0.07  |       |     |
|                                                      | Народна партія прогресу Мозамбіку                     | 2,229      | 0.07  |       |     |
|                                                      | Молодіжний рух за відновлення демократії              | 1,853      | 0.05  |       |     |
|                                                      | Виборчий союз                                         | 1,751      | 0.05  |       |     |
|                                                      | Демократичне єднання                                  | 1,603      | 0.05  |       |     |
|                                                      | Національний рух за відновлення єдності Мозамбіка     | 1,580      | 0.05  |       |     |
|                                                      | Національна партія народу Мозамбіка / КПР             | 1,543      | 0.05  |       |     |
|                                                      | Екологічна партія Мозамбіку                           | 1,441      | 0.04  |       |     |
|                                                      | Національна партія робітників і селян                 | 1,309      | 0.04  |       |     |
|                                                      | Партія руху Екологів Землі                            | 1,188      | 0.03  |       |     |
|                                                      | Партія демократичної справедливості Мозамбіку         | 1,171      | 0.03  |       |     |
|                                                      | Партія свободи та розвитку                            | 1,125      | 0.03  |       |     |
|                                                      | Партія соціального розширення Мозамбіку               | 1,034      | 0.03  |       |     |
|                                                      | Демократичний союз Мозамбіку                          | 474        | 0.01  |       |     |
| Недійсні / пусті бланки                              | Недійсні / пусті бланки                               | 302,605    | –     | –     | –   |
| Разом                                                | Разом                                                 | 3,728,795  | 100   |       |     |
| Зареєстровані виборці / явка                         | Зареєстровані виборці / явка                          | 13,153,088 |       | –     | –   |
| Джерело: STAE[недоступне посилання] (52.35% counted) |                                                       |            |       |       |     |

### Вибори мера провінції
| Провінція               | ФРЕЛІМО | РЕНАМО | MDM |
| ----------------------- | ------- | ------ | --- |
| Кабу-Делгаду            |         |        |     |
| Газа                    |         |        |     |
| Іньямбане               |         |        |     |
| Маніка                  |         |        |     |
| Мапуту (провінція)      |         |        |     |
| Мапуту                  |         |        |     |
| Нампула                 |         |        |     |
| Ньяса                   |         |        |     |
| Софала                  |         |        |     |
| Тете                    |         |        |     |
| Замбезія                |         |        |     |
| Mozambique News Agency] |         |        |     |